# Didymodon paramicola
Didymodon paramicola là một loài Rêu trong họ Pottiaceae. Loài này được (H. Rob.) O. Werner, J.A. Jimenez & Ros mô tả khoa học đầu tiên năm 2004.